# Токачка
Токачка (болг. Токачка) — село в Болгарии. Находится в Кырджалийской области, входит в общину Крумовград. Население составляет 263 человека.

## Политическая ситуация
В местном кметстве Токачка, в состав которого входит Токачка, должность кмета (старосты) исполняет Хайрула Мустафа Имам (Движение за права и свободы (ДПС)) по результатам выборов правления кметства.
Кмет (мэр) общины Крумовград — Себихан Керим Мехмед (Движение за права и свободы (ДПС)) по результатам выборов в правление общины.